# José Cotrina
José Aldair Cotrina Uculmana, noto semplicemente come José Cotrina (Pisco, 8 agosto 1997), è un calciatore peruviano, centrocampista svincolato.

## Caratteristiche tecniche
È un centrocampista centrale.

## Carriera

### Club
Cresciuto nelle giovanili dell'Alianza Lima, ha esordito in prima squadra il 10 febbraio 2016 disputando l'incontro di Campeonato Descentralizado vinto 2-1 contro il Deportivo Municipal.

### Nazionale
Con la nazionale Under-20 peruviana ha preso parte al Sudamericano Under-20 2017.

## Palmarès

### Club

#### Competizioni nazionali
- Campionato peruviano: 1

Alianza Lima: 2017